# باجو (فلم)
باجو (بالكورية: 파주) فيلم دراما كوري من إخراج وتأليف بارك تشان اوك.
في عام 2010 أصبح أول فيم كوري يفتتح مهرجان روتردام السينمائي الدولي. وينافس في مهرجان تريبيكا السينمائي.

## القصة
تدور القصة حول طالبة مراهقة وعلاقتها المعقدة بزوج أختها الكبرى. تدور احداث القصة في مدينة باجو وهي منطقة عسكرية قديمة وأصبحت الآن مدينة نامية تقع بالقرب من الحدود الكورية الشمالية-الجنوبية.

## الإنتاج
هذه هي العودة التي طال انتظارها من بارك تشان اوك بعد عملها الاول في عام 2002 الذي أشاد به النقاد.
وجدت بارك صعوبة في تأمين التمويل لفيلمها الثاني وسط بيئة الاستثمار المتدنية ذالك الوقت في السينما الكورية، وعلى الرغم من أن سيناريوها فاز بجائزة كوداك وحصل على فيلم سلبي بقيمة 20 مليون وون (19,000 دولار أمريكي) من خطة ترويج بوسان في 2005، سيستغرق الأمر في النهاية ما يقرب من سبع سنوات لإكمال فيلم باجو. قالت بارك: "توقفت عن (التصوير) لأنني لم أتمكن من إجراء المزيد من التعديلات عليه. أردت التحدث عن المشاعر المشتركة بين شخصين متشابهين وحيدين. أكثر من مجرد علاقة حب بين رجل وامرأة، فالعلاقة بين جونغ-شيك واين-مو هي شفقة من المحتمل أن تتولد بين الاشخاص الذين يعانون من العذاب لبعضهم البعض.
قالت بارك إن مدينة باجو هي المكان المثالي لهذه القصة الغامضة والمؤثرة. «عندما أفكر في باجو، دائمًا ما أراها مكانًا غامضًا لأنه كان دائمًا ضبابيًا كلما زرت هناك، كما أنه يقع بجوار المنطقة الحدودية التي تقسم الكوريتين. أردت تصوير هذا الشعور الغامض في الفيلم.»

## روابط خارجية
- باجو على موقع IMDb (الإنجليزية)
- باجو على موقع روتن توميتوز (الإنجليزية)
- باجو على موقع ألو سيني (الفرنسية)
- باجو على موقع Turner Classic Movies (الإنجليزية)
- باجو على موقع أول موفي (الإنجليزية)
- باجو على موقع فيلمافينيتي (الإسبانية)
- باجو على موقع قاعدة بيانات الفيلم (الإنجليزية)
- باجو على موقع ليتربوكسد (الإنجليزية)
- باجو على موقع كينوبويسك (الروسية)